# Richard Arnell
Richard Anthony Sayer Arnell (Hampstead, Londen, 15 september 1917 -10 april 2009) was een Britse componist. Hij is de grootvader van Brits politicus Boris Johnson.
Arnell studeerde aan het Royal College of Music in Londen van 1935 tot 1939 bij John Dykes en John Ireland. Zijn muziek viel in de smaak bij enkele beroemde dirigenten zoals Thomas Beecham, Leopold Stokowski en Bernard Herrmann. Hij heeft ook lesgegeven aan het Trinity College in Londen (1947-1987). Net als meerdere componisten uit het Verenigd Koninkrijk vertrok hij in 1939 vlak voor de Tweede Wereldoorlog naar de Verenigde Staten. Door het uitbreken van die oorlog konden zij niet terug. Een aantal van zijn composities is dus in Amerika tot stand gekomen. Hij heeft ook de muziek voor een aantal films op zijn naam staan, geregisseerd door Robert J. Flaherty en gesponsord door het Amerikaanse Ministerie van Landbouw. Hij was destijds bevriend met de Amerikaanse componist Virgil Thomson. Ook ontving hij een opdracht van de Ford Motor Company om een werk te schrijven. Het werd een symfonische suite, die later weer als filmmuziek werd gebruikt. In 1947 kwam hij terug naar Engeland.
In 1966 was hij “Componist van het jaar”. Gedurende de jaren negentig van de 20e eeuw heeft hij ook een aantal elektro-akoestische composities geschreven.

## Oeuvre
- 1940: Opus 1, een set van variaties in C voor strijkers;
- 1939: Opus 2; Overture The New Age;
- 1942: The Land, filmmuziek bij een documentaire van Flaherty, in opdracht van Ministerie van Landbouw;
- 1946: Ceremonial and flourish, voor koperblazers;
- 1947: Punch and the child, ballet;
- 1951: Harlequin in April, ballet;
- 1953: The great detective, ballet;
- 1956: Angels, ballet;
- 1958: The Fox Variations opus 15, voor pianosolo;
- 1958: Impressions - Robert Flaherty;
- 1958: Love in transit, opera;
- 1959: The petrified princess;
- 1993: Con Amore, voor koor;
- Opus 9: Vioolconcert in een deel
- Opus 13: Sinfonia quasi variazione;
- Opus 44: Pianoconcert;
- Opus 53: recitatief en aria, voor piano
- Opus 55: vioolsonate nr. 2;
- Opus 60: strijkkwintet;
- Opus 65: Opus 65, filmmuziek bij film over het personeel van Ford Motor Company;
- Opus 67: Lord Byron
- Opus 69: The Grenadiers opus 69, voor 4 hoorns, 3 trompetten, 3 trombones en tuba;
- Opus 87: Robert Flaherty-impressions
- The War God, cantate;
- Xanadu, voor koor, percussie en orgel;
- 6 strijkkwartetten;
- 6 symfonieën, waaronder de 3e symfonie, de 6e symfonie (The Anvil), en de 7e symfonie;

Daarnaast was hij co-auteur van het boek The Technique of Film Music.